# Puerta automática

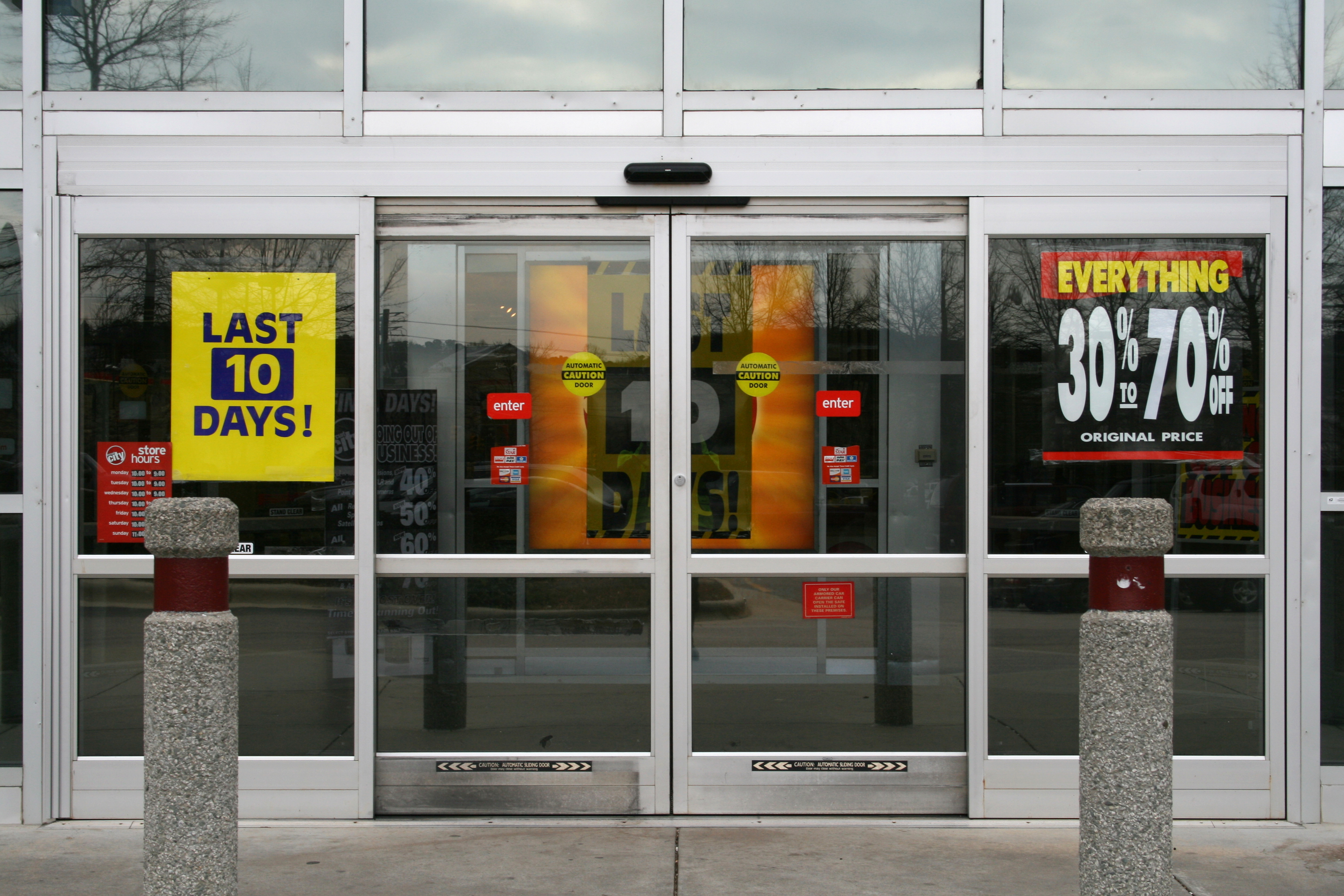
Puerta automática en Raleigh, Carolina del Norte, Estados Unidos.

Una puerta automática es una puerta  que se abre y cierra automáticamente. Se requiere una instalación para llevar a cabo la apertura y cierre de la puerta, que se lleva a cabo mediante cualquier tipo de energía en lugar de la fuerza humana, por ejemplo la electricidad entre otras.

## Historia
En el siglo I d. C., el matemático griego Herón de Alejandría inventó la primera puerta automática de la que nos ha llegado noticia. Describe dos aplicaciones diferentes para las puertas automáticas. La primera empleaba el calor de un fuego encendido por el sacerdote del templo de la ciudad.  El fuego hacía hervir el agua dentro de un recipiente de bronce, y al cabo de un par de horas, la presión dentro del recipiente aumentaba por encima de la presión atmosférica haciendo que se bombeara agua dentro de unos recipientes adyacentes. Estos recipientes laterales actuaban como contrapesos, que a través de una serie de cuerdas y poleas hacían abrir las puertas del templo, en el momento en que las personas llegaban para la plegaria. La segunda aplicación es la que utilizó el propio Herón, en una instalación similar, para abrir las puertas de la ciudad.

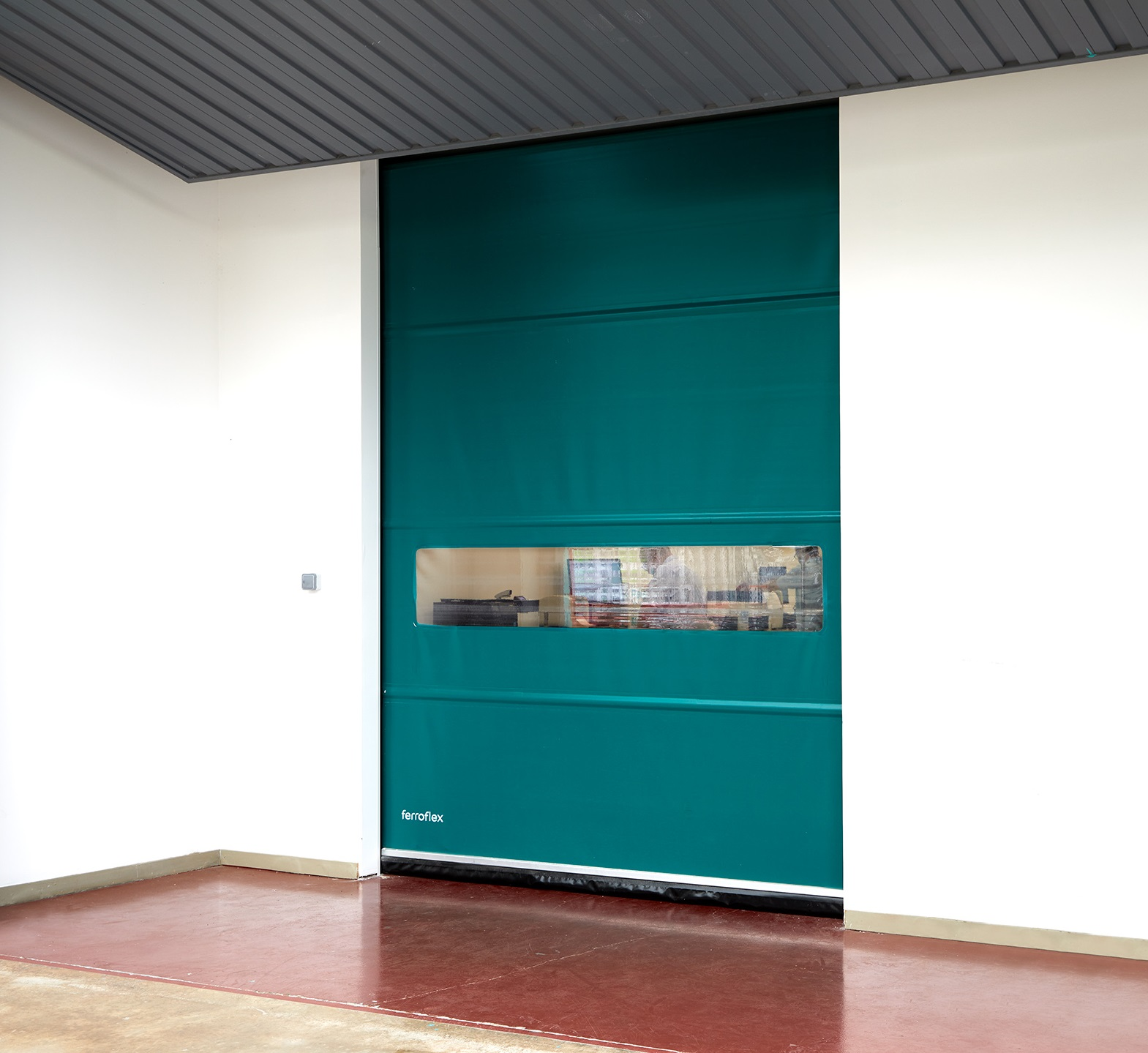
Puerta automática industrial

En 1931, los ingenieros Horacio H. Raymond y Sheldon S. Roby del fabricante de herramientas y hardware, Stanley Works, diseñaron el primer modelo de un dispositivo que provocaba la apertura de una puerta automática.  El invento fue patentado y se instaló al "Wilcox  Pier Restaurant" en  West Haven, Connecticut, como ayuda para los camareros cuando transportaban platos de comida o bebidas, con las dos manos ocupadas. Todo el sistema, incluyendo la instalación, costó unos 100USD de la época.
En 1954, Dee Horton y Lew Hewitt inventaron la primera puerta corredera automática. Esta puerta automática utilizaba un "mat actuator" (un interruptor bajo una estera, activado por el peso de una persona). En 1960, fundaron conjuntamente la empresa Horton Automatics Inc y colocaron la primera puerta corredera automática comercial del mercado.